# مات واتسون
مات واتسون (4 أبريل 1987 في المملكة المتحدة - ) (بالإنجليزية: Matt Watson)‏ هو لاعب كريكت بريطاني. لعب مع Buckinghamshire County Cricket Club ‏ ونادي الكريكت في جامعة أكسفورد ‏.

## وصلات خارجية
- مات واتسون على موقع إي آس بي آن كريك إنفو (الإنجليزية)